# Giovanni Losi

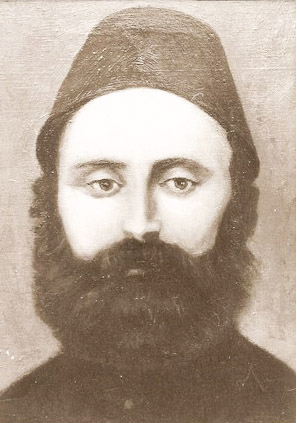
Giovanni Losi, în timpul misiunii sale în Sudan.

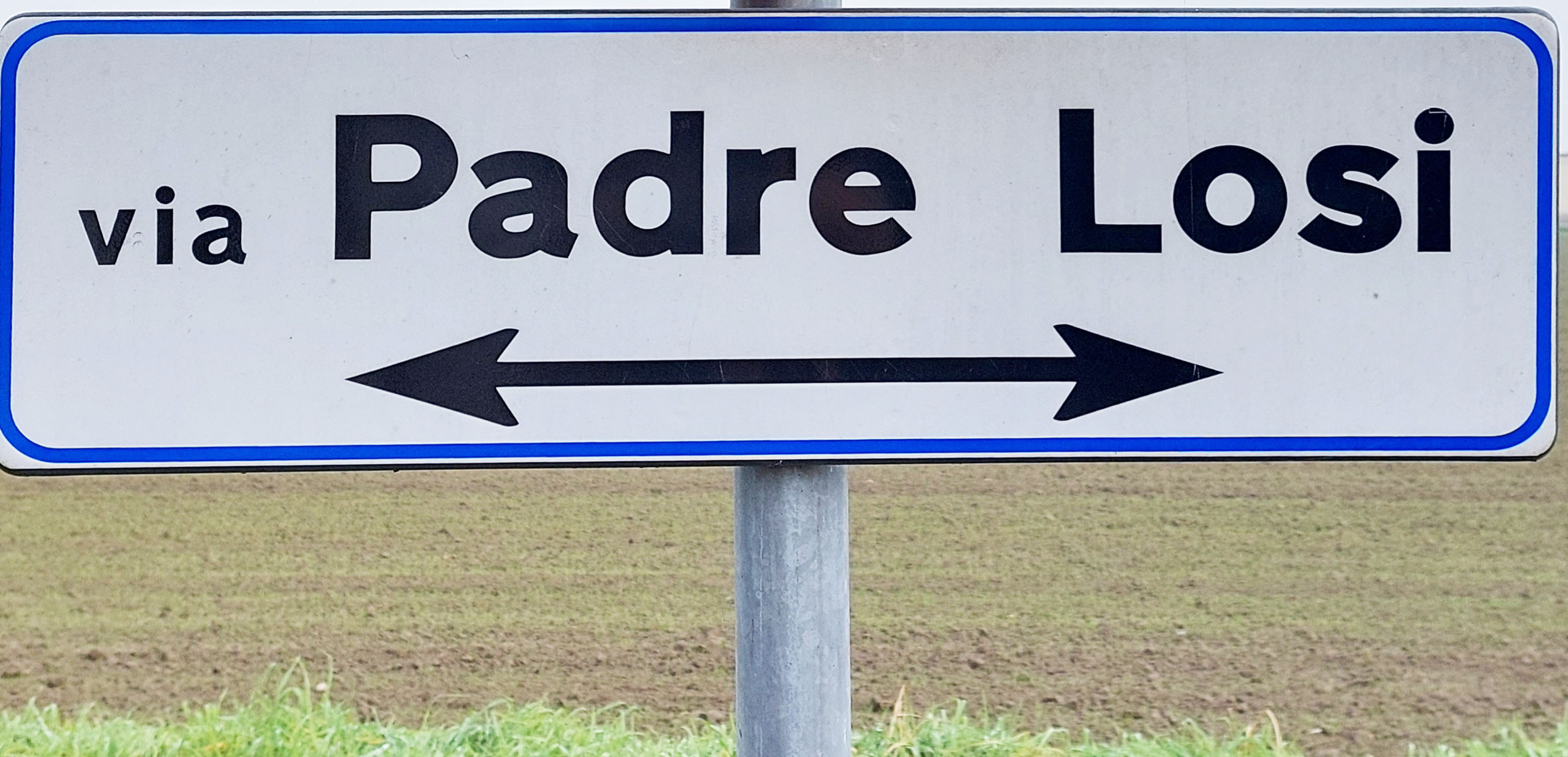
Indicator al străzii cu numele Părintelui Losi, din Caselle Landi.

Giovanni Losi, cunoscut și ca padre Losi, (n. 29 noiembrie 1838, Caselle Landi, Regatul Lombardia-Veneția, Imperiul Austriac – d. 27 decembrie 1882, Al Ubayyid, Sudan) a fost un preot, călugăr și misionar catolic italian. Preot combonian⁠(d), el a fost misionar, din 1872 până în 1882, în Al Ubayyid.
Membru al Misionarilor Combonieni ai Sfintei Inimi, a plecat în Sudan împreună cu fondatorul congregației, sfântul Daniele Comboni⁠(d), devenind confesorul personal al acestuia. Împreună cu colegul său, părintele Luigi Bonomi, este autorul primului catehism și al primului dicționar în nubiană, o limbă necunoscută pe atunci în Occident.

## Biografie
Născut la Caselle Landi în 1838, Giovanni Losi a fost botezat în aceeași zi în biserica parohială a satului. Pe când era încă copil, familia s-a mutat la Roncaglia și mai târziu a intrat la Seminarul episcopal din Piacenza.
Giovanni Losi a fost hirotonit preot catolic în 1862, iar zece ani mai târziu a intrat în Institutul Misionar din Verona, fondat de Daniele Comboni, pentru a merge cu el în Sudan. De-a lungul anilor, a devenit confesorul părintelui Comboni.
A devenit superior al misiunii El Obeid, până în 1878, fiind relații precare cu populația locală de religie musulmană. Când Comboni a murit în 1881, Losi a fost numit superior ad interim pentru întreaga misiune din Africa Centrală. S-a îmbolnăvit de scorbut și a murit la 27 decembrie 1882, la vârsta de 44 ani.
A fost înmormântat în El-Obeid, dar mormântul său a fost profanat de fundamentaliștii islamiști în timpul cuceririi regiunii de către Mahadi în 1889.
În Caselle Landi, orașul său natal, îi este dedicat drumul din stânga bisericii, care duce spre zona rurală.